# Tom of Finland
Touko Valio Laaksonen, conosciuto con il nome d'arte di Tom of Finland (Kaarina, 8 maggio 1920 – Helsinki, 7 novembre 1991), è stato un disegnatore e illustratore finlandese, noto per le sue illustrazioni omoerotiche che hanno influenzato la cultura gay del ventesimo secolo. Nel corso di quattro decenni ha realizzato oltre 3 500 illustrazioni caratterizzate da una forte sessualità, in cui vengono raffigurati uomini muscolosi con peni di grosse dimensioni.

## Biografia
Nato in Finlandia, figlio di due insegnanti che hanno assecondato la sua predisposizione per il disegno, Touko Laaksonen cresce sotto varie influenze artistiche, appassionato alla musica e alla letteratura. È consapevole della propria diversità, in una Finlandia rurale a stragrande maggioranza composta da contadini e boscaioli; queste figure dalla spiccata virilità influenzeranno le sue future opere.
Nel 1939 si trasferisce a Helsinki per frequentare una scuola per pubblicitari, ma nel settembre del 1939, dopo che Hitler invade la Polonia, si scatena la seconda guerra mondiale; Laaksonen è arruolato nell'esercito finlandese e coinvolto nella guerra d'inverno con l'URSS. In quel periodo la città, ma soprattutto il porto, era un via vai di figure che turbavano Laaksonen: marinai, operai, ufficiali. Dopo la guerra Laaksonen lavora nel settore della pubblicità commerciale come artista grafico e inizia a creare disegni erotici per il proprio piacere personale; si diploma in pianoforte presso il Sibelius Institute. Agli inizi degli anni cinquanta frequenta la società bohémien di Helsinki, esibendosi al pianoforte nelle feste più esclusive, e inizia a viaggiare venendo a contatto con la cultura delle capitali europee.

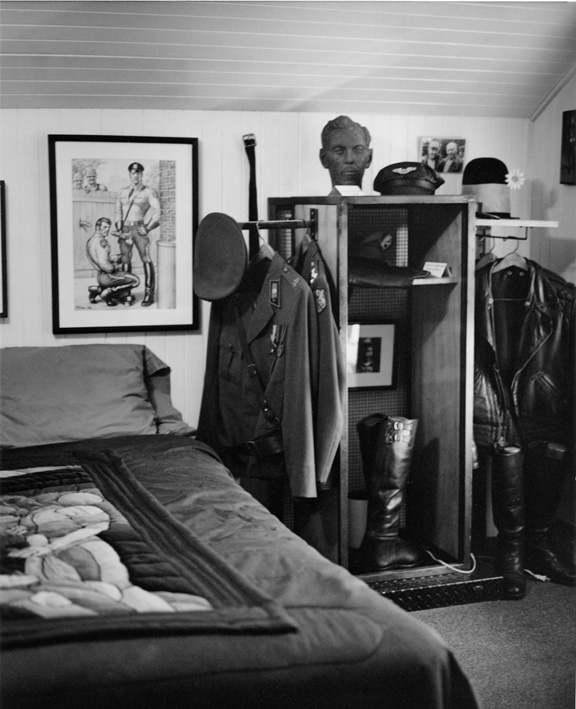
La stanza di Tom of Finland presso la fondazione di Los Angeles

Nel 1956 invia alcuni suoi disegni omoerotici alla rivista statunitense dedicata al corpo maschile Physique Pictorial, presentando i suoi lavori dietro lo pseudonimo di Tom - in seguito l'editore della rivista gli cambiò il nome in Tom of Finland. I suoi lavori erano talmente apprezzati dall'editore che nel 1957 uno di questi finì in copertina. Ma la sua arte catturò l'attenzione, soprattutto della comunità gay, solo all'inizio degli anni settanta. I suoi lavori erano noti per focalizzarsi sugli archetipi della mascolinità come la intendevano i gay allora: boscaioli, operai, motociclisti, poliziotti e uomini vestiti in pelle.
Agli inizi degli anni settanta tiene le sue prime mostre; nel 1973 le sue opere sono esposte ad Amburgo, e nel 1978 tiene le sue prime mostre negli Stati Uniti, a Los Angeles e San Francisco. L'artista conosce il successo, grazie all'incontro con l'uomo d'affari canadese Durk Deher; nel 1979 i due fondano la Tom of Finland Foundation che si occupa della raccolta, della conservazione e della divulgazione di opere d'arte omoerotiche. Alla fine degli anni novanta la società ha introdotto una linea di moda, sulla base delle opere di Laaksonen, che copre una vasta gamma di prodotti, oltre al caratteristico taglio jeans e giacca dei suoi disegni.
Nel 1981, a causa di un cancro alla gola, muore Veli Mäkinen, suo compagno da 28 anni: si erano conosciuti nel 1953. Nel 1988 all'artista è diagnosticata una grave forma di enfisema polmonare; la malattia influenzò il suo modo di disegnare e sperimentò nuove tecniche per nascondere il tremore alle mani. Touko Laaksonen morì il 7 novembre 1991. Con i suoi disegni contribuì a cambiare lo stereotipo dell'omosessuale, da sempre visto come effeminato, proponendo i suoi uomini virili e orgogliosi, felici di essere gay e felici della loro elefantiaca mascolinità.
Il 14 aprile 2014 le Itella Posti (Poste Finlandesi) hanno annunciato l'emissione di tre francobolli con sue illustrazioni. Il videoclip del singolo I Want U di DJ Hell, pubblicato nel 2016, è stato realizzato interamente con opere di Tom of Finland.
Nel 2017 è uscito nelle sale finlandesi il film biografico Tom of Finland diretto da Dome Karukoski.